# Jatropha matacensis
Jatropha matacensis là một loài thực vật có hoa trong họ Đại kích. Loài này được Castell. mô tả khoa học đầu tiên năm 1958.